# Gmina Center Grove (Iowa)

Położenie Gminy Center Grove w hrabstwie Dickinson

Gmina Center Grove (ang. Center Grove Township) – gmina w USA, w stanie Iowa, w hrabstwie Dickinson. Według danych z 2000 roku gmina miała 7478 mieszkańców, a jej powierzchnia wynosi 93,63 km².